# Campeonato Mundial de Sóftbol Masculino de 2017
El Campeonato Mundial de Sóftbol Masculino de 2017 fue una competición de sóftbol internacional que se disputó en la ciudad de Whitehorse, Canadá, del 7 al 16 de julio de 2017.

## Participantes
Inicialmente eran 20 selecciones, pero las selecciones de Guatemala, Israel, Indonesia y México desistieron en participar.
| Competición                                     | Sede         | Cupos | Clasificados                                                             |
| ----------------------------------------------- | ------------ | ----- | ------------------------------------------------------------------------ |
| País anfitrión                                  | Lausana      | 1     | Canadá                                                                   |
| No hubo torneo clasificatorio                   |              | 4     | Venezuela Argentina Estados Unidos República Dominicana México Guatemala |
|                                                 |              | 2     | Japón Hong Kong                                                          |
| Campeonato Europeo de Sóftbol Masculino de 2016 | Montegranaro | 3     | República Checa Dinamarca Bélgica Holanda Gran Bretaña                   |
|                                                 |              | 2     | Australia Nueva Zelanda                                                  |
|                                                 |              | 2     | Botsuana Sudáfrica                                                       |
| Invitaciones                                    | Lausana      | 2     | India Turquía Indonesia Israel                                           |
| TOTAL                                           | TOTAL        | 16    |                                                                          |

## Emparejamiento
La distribución de las selecciones fue presentada oficialmente el 15 de junio.
| Grupo A              | Ranking | 2015   |                 | Grupo B | Ranking | 2015 |
| -------------------- | ------- | ------ | --------------- | ------- | ------- | ---- |
| Canadá (L)           | 4       | 1.º    | Nueva Zelanda   | 1       | 2.º     |      |
| Argentina            | 3       | 7.º    | Japón           | 2       | 6.º     |      |
| Australia            | 5       | 4.º    | Venezuela       | 7       | 3.º     |      |
| Estados Unidos       | 6       | noveno | República Checa | 8       | 8.º     |      |
| República Dominicana | 11      | 5.º    | Gran Bretaña    | 10      | 11.º    |      |
| Sudáfrica            | 14      | NP     | Dinamarca       | 13      | 14.º    |      |
| Hong Kong            | SR      | NP     | Botsuana        | 19      | NP      |      |
| India                | SR      | NP     | Turquía         | SR      | NP      |      |

- Nota: L=local. SR=sin ranking. NP=no participó

## Formato
Las 16 selecciones fueron divididos en dos grupos de ocho equipos cada uno, para disputar un sistema de todos contra todos.
Para la segunda ronda los cuatro mejores de cada grupo clasifican a la Ronda de campeonato; y los cuatro peores clasifican a la Ronda de consolación.
En todos los partidos se aplicará la regla de piedad, identificada bajo la terminología de la WBSC como regla de carreras de ventaja. La misma terminará un partido con 20 o más carreras de diferencia con tres entradas completas, 15 carreras para cuatro entradas, y 7 carreras para 5 entradas.
Para el desempate entre dos equipos se usará el resultado directo entre ellos, y para tres equipos o más se usará la diferencia conocida como TQB (Team Quality Balance) entre los equipos involucrados.

## Equipo de árbitros
- Galip Soenmez
- Walter Díaz
- Leigh Evans
- Jason Carter
- Abel Matagone
- Gary Skjerven
- Peter Kluszczynski
- Daryl Helmer
- Mike Morrisey
- Junchuan Nong
- Enrique Ramírez
- Nobuhiro Endo
- Toyomatsu Tabinuki
- Renzo Ruiz
- Mark Porteous
- Tony Kaiaruna
- William López
- Vladimir Liss
- Jiri Dostal
- Ashley Mmakola
- Randy McLamb
- Brian Sonak
- Casey Waite
- Carlos Falcón

Fuente: wbsc.org

## Ronda de apertura
La programación de los partidos de la ronda de apertura fue establecida de la siguiente forma:
- Los horarios corresponden al huso horario de Whitehorse (UTC -07:00)

| Leyenda                            |
| ---------------------------------- |
| Avanzan a la ronda de campeonato   |
| Disputan la ronda de consolidación |

### Grupo A
| Equipo               | G | P | Av    | Dif | CA | CP | Des.* |
| -------------------- | - | - | ----- | --- | -- | -- | ----- |
| Canadá               | 7 | 0 | 1.000 | -   | 67 | 11 |       |
| Australia            | 5 | 2 | 0.667 | 2   | 49 | 13 | 0.64  |
| Estados Unidos       | 5 | 2 | 0.667 | 2   | 47 | 18 | -0.23 |
| Argentina            | 5 | 2 | 0.667 | 2   | 45 | 25 | -0.36 |
| República Dominicana | 3 | 4 | 0.429 | 4   | 53 | 38 |       |
| Sudáfrica            | 2 | 5 | 0.286 | 5   | 28 | 37 |       |
| Hong Kong            | 1 | 6 | 0.143 | 6   | 03 | 81 |       |
| India                | 0 | 7 | 0.000 | 7   | 03 | 72 |       |

- Australia anotó 10 carreras en 11 entradas, y le anotaron 3 carreras en 11 entradas, Estados Unidos anotó 3 carreras en 13 entradas y le anotaron 6 carreras en 13 entradas, y Argentina anotó 6 carreras en 11 entradas y le anotaron 10 carreras en 11 entradas.

| Fecha       | Juego | Hora  | Estadio | Visitante            | Resultado | Local                |
| ----------- | ----- | ----- | ------- | -------------------- | --- | -------------------- |
| 7 de julio  | 3     | 11ː00 | Campo 2 | Hong Kong            | 0 - 21(3i)                                                                                                   | República Dominicana |
| 7 de julio  | 5     | 13ː00 | Campo 2 | Australia            | 16 - 0 (enlace roto disponible en Internet Archive; véase el historial, la primera versión y la última).(4i) | India                |
| 7 de julio  | 7     | 19ː30 | Campo 1 | Canadá               | 10 - 2 | Sudáfrica            |
| 7 de julio  | 8     | 19ː30 | Campo 2 | Argentina            | 5 - 1 (enlace roto disponible en Internet Archive; véase el historial, la primera versión y la última).      | Estados Unidos       |
| 8 de julio  | 9     | 10ː00 | Campo 2 | India                | 1 - 2 (enlace roto disponible en Internet Archive; véase el historial, la primera versión y la última).      | Hong Kong            |
| 8 de julio  | 11    | 12ː30 | Campo 2 | Sudáfrica            | 6 - 8 | República Dominicana |
| 8 de julio  | 14    | 16ː30 | Campo 1 | Australia            | 1 - 2 (enlace roto disponible en Internet Archive; véase el historial, la primera versión y la última).      | Estados Unidos       |
| 8 de julio  | 16    | 19ː00 | Campo 1 | Canadá               | 8 - 3 | Argentina            |
| 9 de julio  | 18    | 11ː30 | Campo 1 | República Dominicana | 15 - 0(4i)                                                                                                   | India                |
| 9 de julio  | 19    | 13ː00 | Campo 2 | Hong Kong            | 0 - 8(5i) | Argentina            |
| 9 de julio  | 21    | 19ː30 | Campo 2 | Australia            | 7 - 0(5i) | Sudáfrica            |
| 9 de julio  | 24    | 19ː30 | Campo 1 | Estados Unidos       | 1 - 7 | Canadá               |
| 10 de julio | 26    | 11ː30 | Campo 1 | Estados Unidos       | 11 - 0(4i)                                                                                                   | India                |
| 10 de julio | 28    | 14ː00 | Campo 1 | Argentina            | 6 - 1 | Sudáfrica            |
| 10 de julio | 30    | 16ː30 | Campo 1 | Canadá               | 15 - 1(6i)                                                                                                   | Hong Kong            |
| 11 de julio | 32    | 09ː00 | Campo 1 | República Dominicana | 1 - 2 | Australia            |
| 11 de julio | 33    | 10ː00 | Campo 2 | Hong Kong            | 0 - 10(4i)                                                                                                   | Sudáfrica            |
| 11 de julio | 36    | 14ː00 | Campo 1 | Argentina            | 11 - 0 | India                |
| 11 de julio | 39    | 17ː30 | Campo 2 | República Dominicana | 2 - 12 | Estados Unidos       |
| 11 de julio | 40    | 19ː00 | Campo 1 | Australia            | 4 - 9 | Canadá               |
| 12 de julio | 42    | 11ː30 | Campo   | Estados Unidos       | 16 - 0 | Hong Kong            |
| 12 de julio | 43    | 12ː30 | Campo   | India                | 2 - 6 | Sudáfrica            |
| 12 de julio | 47    | 17ː30 | Campo   | Argentina            | 1 - 9 | Australia            |
| 12 de julio | 48    | 19ː00 | Campo   | República Dominicana | 0 - 7 | Canadá               |
| 13 de julio | 51    | 12ː30 | Campo   | Australia            | 10 - 0 | Hong Kong            |
| 13 de julio | 53    | 15ː00 | Campo   | Canadá               | 11 - 0 | India                |
| 13 de julio | 54    | 16ː30 | Campo   | Sudáfrica            | 3 - 4 | Estados Unidos       |
| 13 de julio | 56    | 19ː00 | Campo   | República Dominicana | 6 - 11 | Argentina            |

### Grupo B
| Equipo          | G | P | Av    | Dif | CA | CP  | Des.*  |
| --------------- | - | - | ----- | --- | -- | --- | ------ |
| Nueva Zelanda   | 6 | 1 | 0.857 | -   | 73 | 11  | 0.23   |
| Japón           | 6 | 1 | 0.833 | -   | 63 | 09  | 0.00   |
| Venezuela       | 6 | 1 | 0.857 | -   | 78 | 19  | -0.21  |
| Botsuana        | 3 | 4 | 0.429 | 3   | 25 | 30  | 0.005  |
| Dinamarca       | 3 | 4 | 0.429 | 3   | 33 | 17  | 0.000  |
| República Checa | 3 | 4 | 0.429 | 3   | 19 | 24  | -0.016 |
| Gran Bretaña    | 1 | 6 | 0.142 | 6   | 24 | 56  |        |
| Turquía         | 0 | 7 | 0.000 | 6   | 01 | 167 |        |

- Nueva Zelanda anotó 11 carreras en 13 entradas, y le anotaron 8 carreras en 13 entradas, Japón anotó 8 carreras en 13 entradas y le anotaron 8 carreras en 13 entradas, y Venezuela anotó 7 carreras en 14 entradas y le anotaron 10 carreras en 14 entradas.
- Botsuana anotó 1 carrera en 13 entradas, y le anotaron 1 carrera en 14 entradas, Dinamarca anotó 3 carreras en 14 entradas y le anotaron 3 carreras en 14 entradas, y República Checa anotó 3 carreras en 14 entradas y le anotaron 3 carreras en 13 entradas

| Fecha       | Juego | Hora  | Estadio | Visitante       | Resultado | Local           |
| ----------- | ----- | ----- | ------- | --------------- | --- | --------------- |
| 7 de julio  | 1     | 09ː00 | Campo 2 | Botsuana        | 1 - 0 | Gran Bretaña    |
| 7 de julio  | 2     | 10ː30 | Campo 1 | Turquía         | 0 - 22 (enlace roto disponible en Internet Archive; véase el historial, la primera versión y la última).(3i) | Nueva Zelanda   |
| 7 de julio  | 5     | 13ː00 | Campo 2 | República Checa | 3 - 2 | Dinamarca       |
| 7 de julio  | 6     | 14ː30 | Campo 1 | Venezuela       | 0 - 7 (enlace roto disponible en Internet Archive; véase el historial, la primera versión y la última).(f)   | Japón           |
| 8 de julio  | 10    | 11ː30 | Campo 1 | Venezuela       | 35 - 0(3i)                                                                                                   | Turquía         |
| 8 de julio  | 12    | 14ː00 | Campo 1 | Japón           | 8 - 0 (enlace roto disponible en Internet Archive; véase el historial, la primera versión y la última).(6i)  | Botsuana        |
| 8 de julio  | 13    | 15ː00 | Campo 2 | Gran Bretaña    | 0 - 3 (enlace roto disponible en Internet Archive; véase el historial, la primera versión y la última).      | Dinamarca       |
| 8 de julio  | 15    | 17ː30 | Campo 2 | República Checa | 2 - 9(5i) | Nueva Zelanda   |
| 9 de julio  | 17    | 10ː00 | Campo 2 | Turquía         | 0 - 24(3i)                                                                                                   | Japón           |
| 9 de julio  | 20    | 14ː00 | Campo 1 | Dinamarca       | 1 - 0 | Botsuana        |
| 9 de julio  | 22    | 16ː30 | Campo 1 | República Checa | 5 - 12(5i)                                                                                                   | Venezuela       |
| 9 de julio  | 23    | 17ː30 | Campo 2 | Nueva Zelanda   | 16 - 0(5i)                                                                                                   | Gran Bretaña    |
| 10 de julio | 25    | 10ː00 | Campo 2 | Venezuela       | 6 - 3 | Dinamarca       |
| 10 de julio | 17    | 12ː30 | Campo 2 | Botsuana        | 21 - 0(3i)                                                                                                   | Turquía         |
| 10 de julio | 29    | 15ː00 | Campo 2 | República Checa | 9 - 0(5i) | Gran Bretaña    |
| 10 de julio | 31    | 17ː30 | Campo 2 | Japón           | 1 - 8(6i) | Nueva Zelanda   |
| 11 de julio | 34    | 11ː30 | Campo 1 | Turquía         | 0 - 23(3i)                                                                                                   | Dinamarca       |
| 11 de julio | 35    | 12ː30 | Campo 2 | República Checa | 0 - 1 | Botsuana        |
| 11 de julio | 37    | 15ː00 | Campo 2 | Japón           | 14 - 0(4i)                                                                                                   | Gran Bretaña    |
| 11 de julio | 38    | 16ː30 | Campo 1 | Venezuela       | 7 - 3 | Nueva Zelanda   |
| 12 de julio | 41    | 10ː00 | Campo   | Venezuela       | 7 - 1 | Botsuana        |
| 12 de julio | 44    | 14ː00 | Campo   | Gran Bretaña    | 24 - 1 | Turquía         |
| 12 de julio | 45    | 15ː00 | Campo   | Nueva Zelanda   | 8 - 1 | Dinamarca       |
| 12 de julio | 46    | 16ː30 | Campo   | Japón           | 9 - 1 | República Checa |
| 13 de julio | 47    | 10ː00 | Campo   | Turquía         | 0 - 20 | República Checa |
| 13 de julio | 47    | 11ː30 | Campo   | Botsuana        | 0 - 7 | Nueva Zelanda   |
| 13 de julio | 47    | 14ː00 | Campo   | Venezuela       | 11 - 0 | Gran Bretaña    |
| 13 de julio | 47    | 17ː30 | Campo   | Japón           | 11 - 0 | Dinamarca       |

## Ronda de consolación
| Fecha       | Juego | Hora  | Estadio | Visitante            | Resultado | Local                | Hecho                                |
| ----------- | ----- | ----- | ------- | -------------------- | --------- | -------------------- | ------------------------------------ |
| 14 de julio |       | 10ː00 |         | Turquía              | 0 - 15    | Hong Kong            | Turquía e India eliminados.          |
| 14 de julio |       | 10ː00 |         | India                | 1 - 8     | Gran Bretaña         | Turquía e India eliminados.          |
| 14 de julio |       | 10ː00 |         | Sudáfrica            | 8 - 7     | República Checa      |                                      |
| 14 de julio |       | 10ː00 |         | Dinamarca            | 0 - 6     | República Dominicana |                                      |
| 15 de julio |       | 11ː30 |         | Hong Kong            | 2 - 6     | República Checa      | Hong Kong y Gran Bretaña eliminados. |
| 15 de julio |       | 14ː00 |         | Gran Bretaña         | 1 - 6     | Dinamarca            | Hong Kong y Gran Bretaña eliminados. |
| 15 de julio |       | 16ː30 |         | Sudáfrica            | 11 - 2    | República Dominicana |                                      |
| 15 de julio |       | 19ː00 |         | Dinamarca            | 3 - 5     | República Checa      | Dinamarca: 12.º lugar                |
| 16 de julio |       | 11ː00 |         | República Dominicana | 0 - 7     | República Checa      | Rep. Dominicana: 11.º lugar          |
| 16 de julio |       | 14ː00 |         | Sudáfrica            | 0 - 8     | República Checa      | República Checa: noveno lugar        |

|  | Preliminar final | Preliminar final | Preliminar final |   |  | 11.º lugar    | 11.º lugar | 11.º lugar |  |          | noveno lugar | noveno lugar | noveno lugar |
|  |                  |                  |                  |   |  |               |            |            |  |          |              |              |              |
|  |                  | Sudáfrica        | 11               |   |  |               |            |            |  |          |              |              |              |
|  |                  | R. Dominicana    | 2                |   |  |               |            |            |  |          |              | Sudáfrica    | 0            |
|  |                  |                  |                  |   |  | R. Dominicana | 0          |            |  | R. Checa | 8            |              |              |
|  |                  |                  | R. Checa         | 7 |  |               |            |            |  |          |              |              |              |
|  |                  | Dinamarca        | 3                |   |  |               |            |            |  |          |              |              |              |
|  |                  | R. Checa         | 5                |   |  |               |            |            |  |          |              |              |              |

## Ronda de campeonato
Para la ronda de campeonato clasifican los cuatro mejores de cada grupo, que se enfrentan usando el Sistema de eliminación Page: 
- Primera jornada
  - Eliminatoria 1: A3 vs B4 (EF1). El ganador clasifica a la semifinal 1. El perdedor se ubica 7.º-octavo lugar del campeonato.
  - Eliminatoria 2: A4 vs B3 (EF2). El ganador clasifica a la semifinal 2. El perdedor se ubica 7.º-octavo lugar del campeonato.
  - Cuartos de final 1: A1 vs B2 (CF1). El ganador clasifica a la preliminar final 1. El perdedor pasa a la semifinal 1.
  - Cuartos de final 2: A2 vs B1 (CF2). El ganador clasifica a la preliminar final 1. El perdedor pasa a la semifinal 2.
- Segunda jornada
  - Semifinal 1: Gan EF1 vs Per CF1 (SF1). El ganador clasifica a la preliminar final 2. El perdedor se ubica 5.º-6.º lugar del campeonato.
  - Semifinal 2: Gan EF2 vs Per CF2 (SF2). El ganador clasifica a la preliminar final 2. El perdedor se ubica 5.º-6.º lugar del campeonato.
  - Preliminar final 2: Gan FR1 vs Gan FR2 (PF2). El ganador pasa a la disputa del 3.º lugar. El perdedor se ubica en el cuarto lugar del campeonato.
  - Preliminar final 1: Gan CF1 vs Gan CF2 (PF1). El ganador clasifica a la final. El perdedor a la disputa del 3.º lugar.
- Tercera jornada
  - Tercer lugar: Ganador de la PF2 vs Perdedor PF1 (TL). El ganador clasifica la final. El perdedor se ubica en el 3.º lugar del campeonato.
  - Final: Ganador del TL vs Ganador de la SF1. El ganador obtiene el campeonato.

| Fecha       | Juego     | Hora  | Estadio | Visitante      | Resultado | Local         | Hecho                              |
| ----------- | --------- | ----- | ------- | -------------- | --------- | ------------- | ---------------------------------- |
| 14 de julio | EF1       | 11ː30 |         | Botsuana       | 0 - 5     | Argentina     | Botsuana y Venezuela eliminados.   |
| 14 de julio | EF2       | 14ː00 |         | Estados Unidos | 11 - 3    | Venezuela     | Botsuana y Venezuela eliminados.   |
| 14 de julio | CF1       | 16ː30 |         | Japón          | 0 - 2     | Canadá        |                                    |
| 14 de julio | CF2       | 19ː00 |         | Australia      | 2 - 6     | Nueva Zelanda |                                    |
| 15 de julio | SF1       | 11ː00 |         | Argentina      | 5 - 3     | Japón         | Japón y Estados Unidos eliminados. |
| 15 de julio | SF2       | 13ː30 |         | Estados Unidos | 7 - 11    | Australia     | Japón y Estados Unidos eliminados. |
| 15 de julio | PF1       | 16ː00 |         | Nueva Zelanda  | 12 - 11   | Canadá        |                                    |
| 15 de julio | PF2       | 18ː30 |         | Argentina      | 1 - 4     | Australia     | Argentina: cuarto lugar            |
| 16 de julio | 3.º lugar | 13ː00 |         | Australia      | 7 - 3     | Canadá        | Canadá: tercer lugar               |
| 16 de julio | Final     | 16ː00 |         | Australia      | 4 - 6     | Nueva Zelanda | Nueva Zelanda: campeón             |

|  | Preliminar final | Preliminar final | Preliminar final |   |  | 3.º lugar | 3.º lugar | 3.º lugar |  |            | Final | Final     | Final |
|  |                  |                  |                  |   |  |           |           |           |  |            |       |           |       |
|  |                  | N. Zelanda       | 12               |   |  |           |           |           |  |            |       |           |       |
|  |                  | Canadá           | 11               |   |  |           |           |           |  |            |       | Australia | 4     |
|  |                  |                  |                  |   |  | Australia | 7         |           |  | N. Zelanda | 6     |           |       |
|  |                  |                  | Canadá           | 3 |  |           |           |           |  |            |       |           |       |
|  |                  | Argentina        | 1                |   |  |           |           |           |  |            |       |           |       |
|  |                  | Australia        | 4                |   |  |           |           |           |  |            |       |           |       |

## Posiciones finales
La tabla muestra la posición final de los equipos, y la cantidad de puntos que sumaran al ranking WBSC de sóftbol masculino.
| Pos | Equipo               | Ranking |
| --- | -------------------- | ------- |
|     | Nueva Zelanda        | 1150    |
|     | Australia            | 940     |
|     | Canadá               | 880     |
| 4   | Argentina            | 820     |
| 5   | Japón                | 760     |
| 6   | Estados Unidos       | 700     |
| 7   | Venezuela            | 640     |
| 8   | Botsuana             | 580     |
| 9   | República Checa      | 520     |
| 10  | Sudáfrica            | 460     |
| 11  | República Dominicana | 400     |
| 12  | Dinamarca            | 340     |
| 13  | Gran Bretaña         | 280     |
| 14  | Hong Kong            | 220     |
| 15  | India                | 160     |
| 16  | Turquía              | 100     |